# Puchar Polski w hokeju na lodzie 2024
Puchar Polski w hokeju na lodzie mężczyzn 2024 – 27. edycja rozgrywek o Puchar Polski.
Turniej odbył się w dniach 28-30 grudnia w Krynicy-Zdroju. Do turnieju zakwalifikowały się cztery pierwsze drużyny w tabeli po dwóch rundach sezonu PHL 2024/2025.

## Wyniki

### Półfinały[3][4]
| 28 grudnia 2024 | GKS Tychy | 5:3 | GKS Katowice | Hala widowiskowo-sportowa, Krynica-Zdrój |

| Szczegóły      | Szczegóły | Szczegóły       | Szczegóły | Szczegóły                                                                                            |
| -------------- | --- | --------------- | --- | --- |
| Godzina: 17:30 | (F. Komorski – R. Heljanko) A. Łyszczarczyk (EQ) 22:45 (B. Jeziorski – R. Heljanko) M. Lehtonen (PP) 39:53 (M. Bryk – F. Komorski) R. Heljanko (EQ) 51:59 A. Łyszczarczyk (EQ) 54:02 R. Heljanko (EN) 58:48 | (0:0, 2:1, 3:2) | 38:08 (EQ) J. Hofman (J. Smal – M. Michalski) 45:31 (EQ) B. Fraszko (G. Pasiut – P. Englund) 54:57 (EQ) B. Fraszko (A. Runesson) | Widzów: 2456 Sędzia główny: Michał Baca Paweł Kosidło Sędziowie liniowi: Eryk Sztwiertnia Michał Żak |
| Godzina: 17:30 | 2 min. kar |                 | 29 min. kar | Widzów: 2456 Sędzia główny: Michał Baca Paweł Kosidło Sędziowie liniowi: Eryk Sztwiertnia Michał Żak |

| 29 grudnia 2024 | Re-Plast Unia Oświęcim | 2:4 | JKH GKS Jastrzębie | Hala widowiskowo-sportowa, Krynica-Zdrój |

| Szczegóły      | Szczegóły                                                                                 | Szczegóły       | Szczegóły | Szczegóły |
| -------------- | ----------------------------------------------------------------------------------------- | --------------- | --- | --- |
| Godzina: 17:30 | (K. Dziubiński) Ł. Krzemień (EQ) 49:07 (K. Dziubiński - M. Kolusz) K. Sadłocha (EQ) 58:38 | (0:1, 0:1, 2:2) | 07:18 (EQ) T. Pulkkinen (H. Kuru) 21:55 (EQ) T. Pulkkinen (H. Kuru) 21:55 (EQ) M. Kasperlík (E. Bagin - S. Kiełbicki) 57:42 (EN) H. Kuru (V. Heikkinen) | Widzów: 2212 Sędzia główny: Bartosz Kaczmarek Andrzej Nenko Sędziowie liniowi: Michał Gerne Sławomir Szachniewicz |
| Godzina: 17:30 | 31 min. kar                                                                               |                 | 4 min. kar | Widzów: 2212 Sędzia główny: Bartosz Kaczmarek Andrzej Nenko Sędziowie liniowi: Michał Gerne Sławomir Szachniewicz |

### Finał[5]
| 30 grudnia 2024 | GKS Tychy | 3:1 | JKH GKS Jastrzębie | Hala widowiskowo-sportowa, Krynica-Zdrój |

| Szczegóły      | Szczegóły | Szczegóły       | Szczegóły                                      | Szczegóły |
| -------------- | --- | --------------- | ---------------------------------------------- | --- |
| Godzina: 18:30 | (B. Jeziorski) J. Monto (EQ) 26:51 (A. Łyszczarczyk - F. Komorski) R. Heljanko (EQ) 43:41 (M. Lehtonen - R. Heljanko) F. Komorski (EN) 59:45 | (0:0, 1:0, 2:1) | 07:18 (EQ) V. Kunst (A. Mäkelä - T. Ronkainen) | Widzów: 2635 Sędzia główny: Paweł Kosidło Bartosz Kaczmarek Sędziowie liniowi: Michał Gerne Sławomir Szachniewicz |
| Godzina: 18:30 | 4 min. kar |                 | 8 min. kar                                     | Widzów: 2635 Sędzia główny: Paweł Kosidło Bartosz Kaczmarek Sędziowie liniowi: Michał Gerne Sławomir Szachniewicz |